# エイジェン・ベルク
エイジェン・アヴグストヴィチ・ベルク（ロシア語: Эйжен Августович Берг、1892年 - 1918年9月20日）、民族名エイジェンス・ベルクス（ラトビア語: Eižens Bergs）は、ラトビア人の軍人・革命家であり、26人のバクー・コミッサールの一員である。

## 生涯
1892年、ロシア帝国リフリャント県リガに漁師の子として生まれた。1913年にロシア帝国海軍へ入隊し、バルチック艦隊で乗務。第一次世界大戦時は戦艦セヴァストーポリに乗務した。2月革命後には艦隊のボリシェヴィキ指導者の一人となり、第1回および第3回バルチック艦隊中央委員会メンバーと海軍中央執行委員会 (ru) メンバーも務めた。同1917年7月にはロシア臨時政府によって逮捕されている。

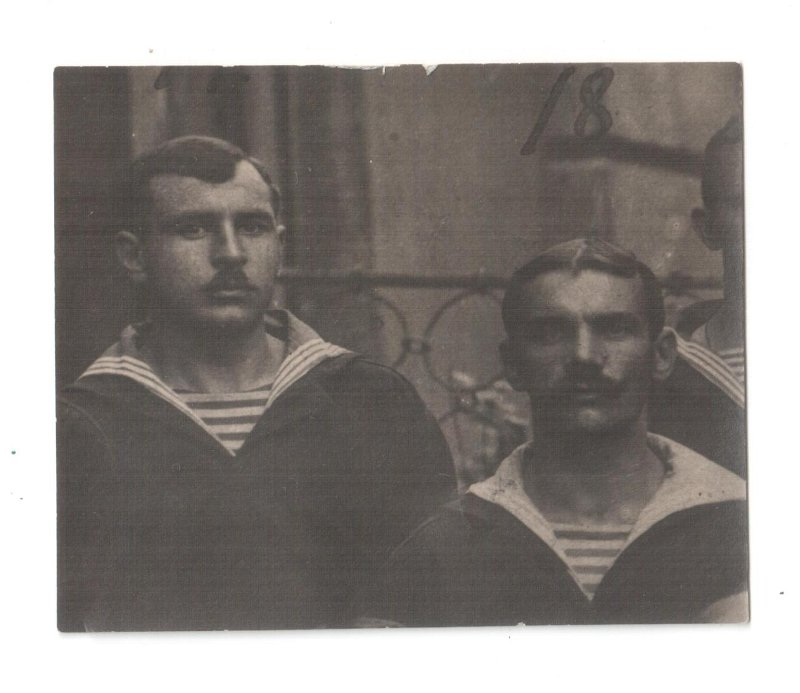
ポルビンとベルク

十月革命の際には船員の叛乱を指揮し、艦を冬宮襲撃に参加させた。同時期より海軍革命委員会メンバーとなる。その後も、ウラジーミル・レーニンの指示によりアナトリー・ジェレズニャコフ、ニコライ・ホヴリン (ru) とともにモスクワ派遣軍を指揮し、ベルゴロド、ハリコフ、チュグエフでも戦い、ベルゴロドではラーヴル・コルニーロフの軍を破った。翌1918年4月に再編されたカスピ海艦隊へ派遣され、夏にはカフカース赤軍通信司令官および軍事革命委員会メンバーとなり、バクー・コミューンをドイツ帝国軍とオスマン帝国軍の双方から防衛した。しかしコミューンが崩壊すると逮捕され、他のコミューン成員らとともに9月20日に銃殺された。